# Salón del Manga de Valencia
El Salón del Manga de Valencia es un evento que nació con la intención de acercar a los asistentes los diversos aspectos de la cultura japonesa, incluyendo los videojuegos, el manga y el anime. Para lograr ese acercamiento, todas las actividades de este Salón del Manga están relacionadas con Japón.

## Ediciones del Japan Weekend
| Año  | Nombre completo                   | Fechas                | Lugar                        | Invitados | Asistentes |
| ---- | --------------------------------- | --------------------- | ---------------------------- | --- | ---------- |
| 2008 | Salón del Manga de Valencia       | 17 y 18 de mayo       | GreenSpace (Valencia)        | Maria Ferrer (Traductora Manga), White Noise (Grupo de Música)                                                                                         | 5000       |
| 2008 | II Salón del Manga de Valencia    | 22 y 23 de noviembre  | GreenSpace (Valencia)        | Maria Ferrer (Traductora Manga), White Noise, Nyu-Shiki, High Freakuency, Project 7, Gothic Dolls, Lyra (Grupos de Música)                             | 5500       |
| 2009 | III Salón del Manga de Valencia   | 28 y 29 de marzo      | Feria de Valencia (Valencia) | Nyu-Shiki, L.I.N.K., Para Normal Dance, JesuLink | 5800       |
| 2009 | IV Salón del Manga de Valencia    | 3 y 4 de octubre      | Feria de Valencia (Valencia) | White Noise, Para Normal Dance, Kyle (Presidente de Cosplay.com), Jia (Cosplayer de USA)                                                               | 5900       |
| 2010 | V Salón del Manga de Valencia     | 29 y 30 de mayo       | Feria de Valencia (Valencia) | | 8000       |
| 2010 | VI Salón del Manga de Valencia    | 20 y 21 de noviembre  | Feria de Valencia (Valencia) | White Noise, Ganadoras del WCS Francia | 8000       |
| 2011 | VII Salón del Manga de Valencia   | 28 y 29 de mayo       | Feria de Valencia (Valencia) | Yuuki, Ongakuyaki | 7500       |
| 2011 | VIII Salón del Manga de Valencia  | 26 y 27 de noviembre  | Feria de Valencia (Valencia) | Yuuki Nanami | 9000       |
| 2012 | IX Salón del Manga de Valencia    | 21 y 22 de abril      | Feria de Valencia (Valencia) | Haru-chan, Lamia Cross |            |
| 2012 | X Salón del Manga de Valencia     | 24 al 29 de noviembre | Feria de Valencia (Valencia) | Yoshisuke Suga (Cantante Japonés ), Haru-Chan (Cantante Valenciana ), Jesulink (Creador de Raruto y 5 Elementos ), Studio Kat (Dibujantes Valencianos) |            |
| 2013 | XI Salón del Manga de Valencia    | 11 y 12 de mayo       | Feria de Valencia (Valencia) | Yoshi Sislay (Dibujante de " The) Ley Yamaguy (Cosplayer) Rainbow Entertainment, Haru Chan (Cantante Valenciana)                                       |            |
| 2013 | XII Salón del Manga de Valencia   | 26 y 27 de noviembre  | Feria de Valencia (Valencia) | |            |
| 2014 | XIII Salón del Manga de Valencia  | 10 y 11 de mayo       | Feria de Valencia (Valencia) | |            |
| 2014 | XIV Salón del Manga de Valencia   | 22 y 23 de noviembre  | Feria de Valencia (Valencia) | Sketch Mc-Draw (Cosplayer), Idromy (Cosplayer) |            |
| 2015 | XV Salón del Manga de Valencia    | 16 y 17 de mayo       | Feria de Valencia (Valencia) | Bow Ditama |            |
| 2015 | XVI Salón del Manga de Valencia   | 21 y 22 de noviembre  | Feria de Valencia (Valencia) | Masashi Kudo |            |
| 2016 | XVII Salón del Manga de Valencia  | 14 y 15 de mayo       | Feria de Valencia (Valencia) | Mamoru Yokota, Giada Robin |            |
| 2016 | XVIII Salón del Manga de Valencia | 25 y 26 de noviembre  | Feria de Valencia (Valencia) | Elle (Cosplayer), Misa Chiang (Cosplayer), Starbit (Cosplayer), Shigeto Koyama                                                                         |            |
| 2017 | XIX Salón del Manga de Valencia   | 13 y 14 de mayo       | Feria de Valencia (Valencia) | Belify Bel, (Cosplayer), Narga & Aoki (Cosplayer), Yusuke Kozaki                                                                                       |            |
| 2017 | XX Salón del Manga de Valencia    | 25 y 26 de noviembre  | Feria de Valencia (Valencia) | DEADLIFT LOLITA |            |

## Actividades
Las actividades se engloban dentro de la temática del manga, anime y la cultura japonesa. Se han celebrado concurso de karaoke, de cosplay, conciertos de diferentes grupos de grupos de manga y anime, proyecciones y otras actividades.

## Localización
Este salón lleva realizándose 11 ediciones, de las cuales las dos primeras se celebraron en el Heineken Greenspace de Valencia, situado hasta 2009 en unas naves de la calle Juan Verdeguer de Valencia. En 2010 se trasladó el Heineken Greenspace, y los organizadores optaron por llevarse el salón a la Feria de Valencia, situada en Benimamet, a unos doscientos metros de las instalaciones de RTVV donde lleva celebrándose desde entonces.